# Kolodenka (Riwne)
Kolodenka (ukrainisch und russisch Колоденка; polnisch Kołodenka) ist ein Dorf in der ukrainischen Oblast Riwne mit etwa 3100 Einwohnern (2001).
Das erstmals 1545 schriftlich erwähnte Dorf (anderen Quellen nach 1470) ist ein auf 231 m Höhe gelegener Vorort vom Rajon- und Oblastzentrum Riwne mit einer Fläche von 1,69 km².
Die Ortschaft liegt 7 km südöstlich der Innenstadt von Riwne an der Fernstraße M 06 und der Territorialstraße T–18–30.
Am 7. Mai 2018 wurde das Dorf ein Teil der neugegründeten Landgemeinde Kornyn, bis dahin gehörte das Dorf zur Landratsgemeinde Kornyn.